# Liste de cathédrales aux États-Unis
Cette page présente une liste de cathédrales situées aux États-Unis.

## Est

### Connecticut
- St. Joseph's Cathedral, à Hartford (catholique)
- Christ Church Cathedral, à Hartford (épiscopalienne)

### Delaware
- St. John's Cathedral, à Wilmington (épiscopalienne)

### Maine
- St. Luke's Cathedral, à Portland (épiscopalienne)
- Immaculate Conception Cathedral, à Portland (catholique)

### Maryland

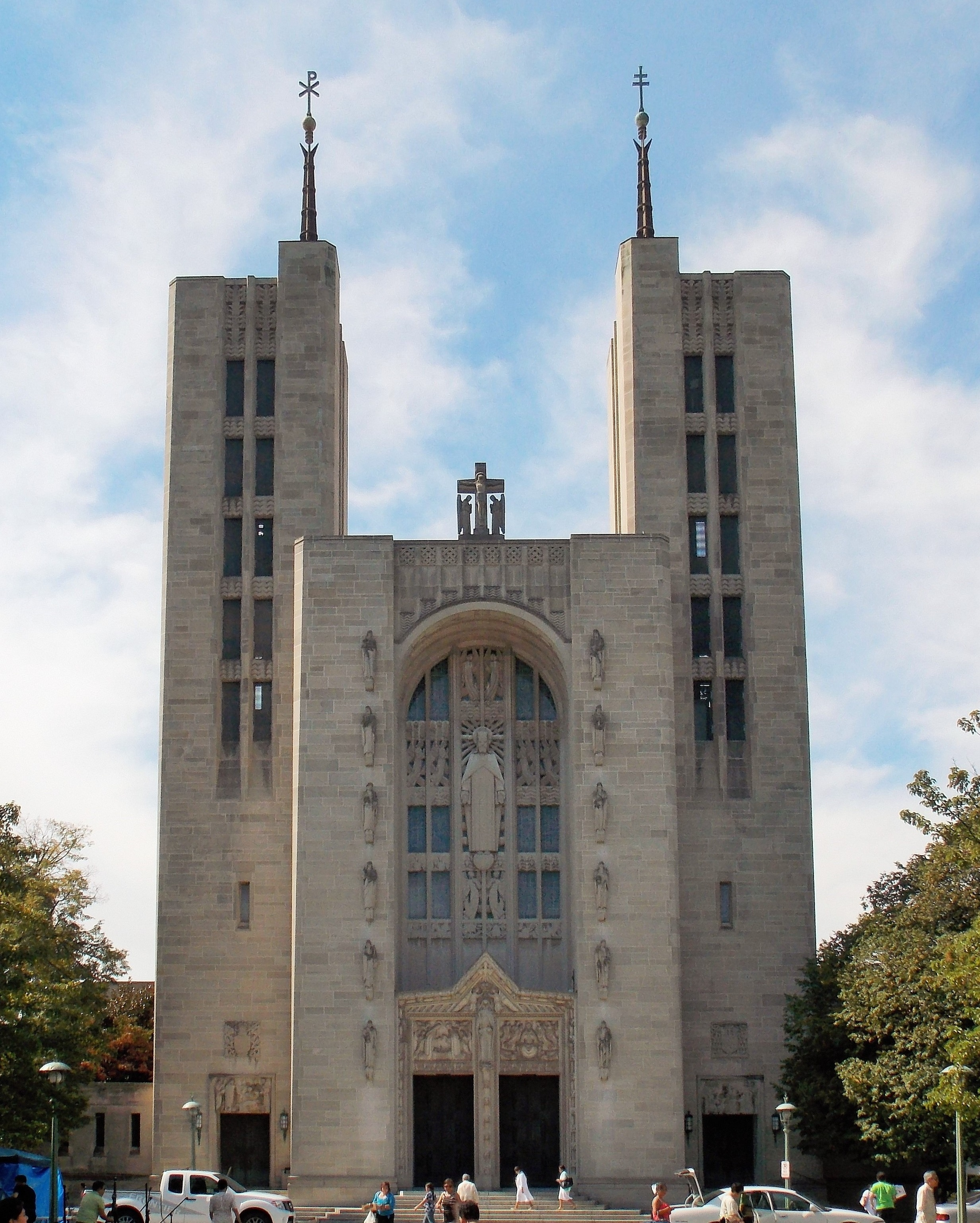
Cathédrale de Marie-Notre-Reine à Baltimore.

- Basilique du Sanctuaire national de Notre-Dame de l'Assomption, à Baltimore (catholique)
- Incarnation Cathedral, à Baltimore (épiscopalienne)
- Cathédrale de Marie-Notre-Reine, à Baltimore (catholique)
- Trinity Cathedral, à Easton (épiscopalienne)

### Massachussetts
- Cathédrale de la Sainte-Croix, à Boston (catholique)
- St. Paul's Cathedral, à Boston (épiscopalienne)
- Saint Mary's Cathedral, à Fall River (catholique)
- Christ Church Cathedral, à Springfield (épiscopalienne)
- Cathedral of Saint Paul, à Worcester (catholique)

### New Jersey
- Cathédrale Basilique du Sacré Cœur de Newark, à Newark (catholique)
- Trinity and St. Philip's Cathedral, à Newark (épiscopalienne)
- Cathédrale Saint-Jean-Baptiste de Paterson (de), à Paterson (en) (catholique)
- Trinity Cathedral, à Trenton (épiscopalienne)

### New York

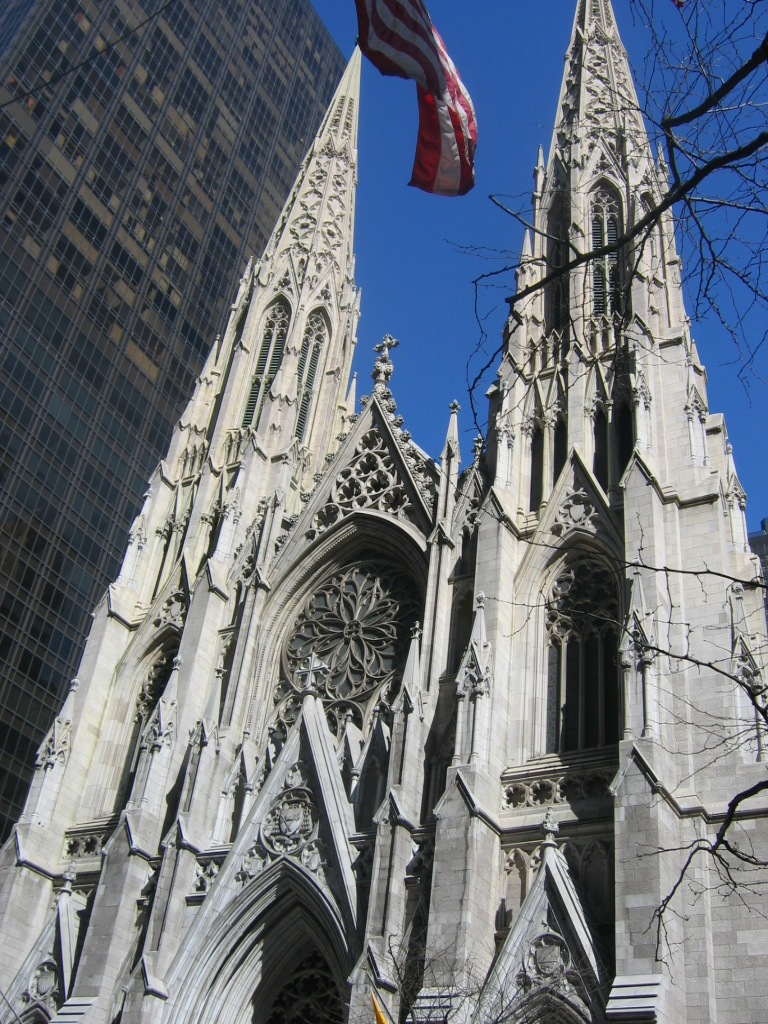
Cathédrale Saint-Patrick de New York.

- Cathédrale de l'Immaculée-Conception, à Albany (catholique)
- All Saints Cathedral, à Albany (épiscopalienne)
- Cathédrale Saint-Joseph, à Buffalo (catholique)
- St. Paul's Cathedral, à Buffalo (épiscopalienne)
- Incarnation Cathedral, à Garden City (épiscopalienne)
- Cathédrale Saint-Jean le Théologien, à New York (épiscopalienne)
- Cathédrale de la Transfiguration de Notre Seigneur, à New York (orthodoxe)
- St. Nicholas Antiochian Orthodox Cathedral, à New York (orthodoxe)
- St. Nicholas Russian Orthodox Cathedral, à New York (orthodoxe)
- Our Lady of Lebanon Maronite Cathedral, à New York (catholique maronite)
- Cathédrale Saint-Patrick, à New York (catholique)
- Sacred Heart Cathedral, à Rochester (catholique)
- St. Agnes Cathedral, à Rockville Centre (catholique)
- St. Paul's Cathedral, à Syracuse (épiscopalienne)

### Pennsylvanie
- Cathedral of Saint Catharine of Siena, à Allentown (catholique)
- Cathédrale du Saint-Sacrement, à Altoona (catholique)
- Nativity Cathedral, à Bethlehem (épiscopalienne)
- St. Paul's Cathedral, à Érié (épiscopalienne)
- St. Peter Cathedral, à Érié (catholique)
- Blessed Sacrament Cathedral, à Greensburg, (catholique)
- Cathedral of Saint Patrick, à Harrisburg (catholique)
- St. Stephen's Cathedral, à Harrisburg (épiscopalienne)
- Cathédrale du Christ-Sauveur, à Johnstown (orthodoxe)
- Cathédrale Basilique de Saint Pierre et Paul, à Philadelphie (catholique)
- Cathedral Church of our Saviour, à Philadelphie (épiscopalienne)
- Cathedral of the Immaculate Conception, à Philadelphie (grecque-catholique)
- Hope Cathedral, à Pittsburgh (presbytérienne)
- Cathédrale Saint-Paul, à Pittsburgh (catholique)
- Trinity Cathedral, à Pittsburgh (épiscopalienne)
- St. Peter's Cathedral, à Scranton (catholique)

### Rhode Island
- St. John's Cathedral, à Providence (épiscopalienne)
- Cathedral of Saints Peter and Paul, à Providence (catholique)

### Vermont
- Cathédrale Saint-Paul, à Burlington (épiscopalienne)

### Washington D.C.
- St. Matthew's Cathedral (catholique)

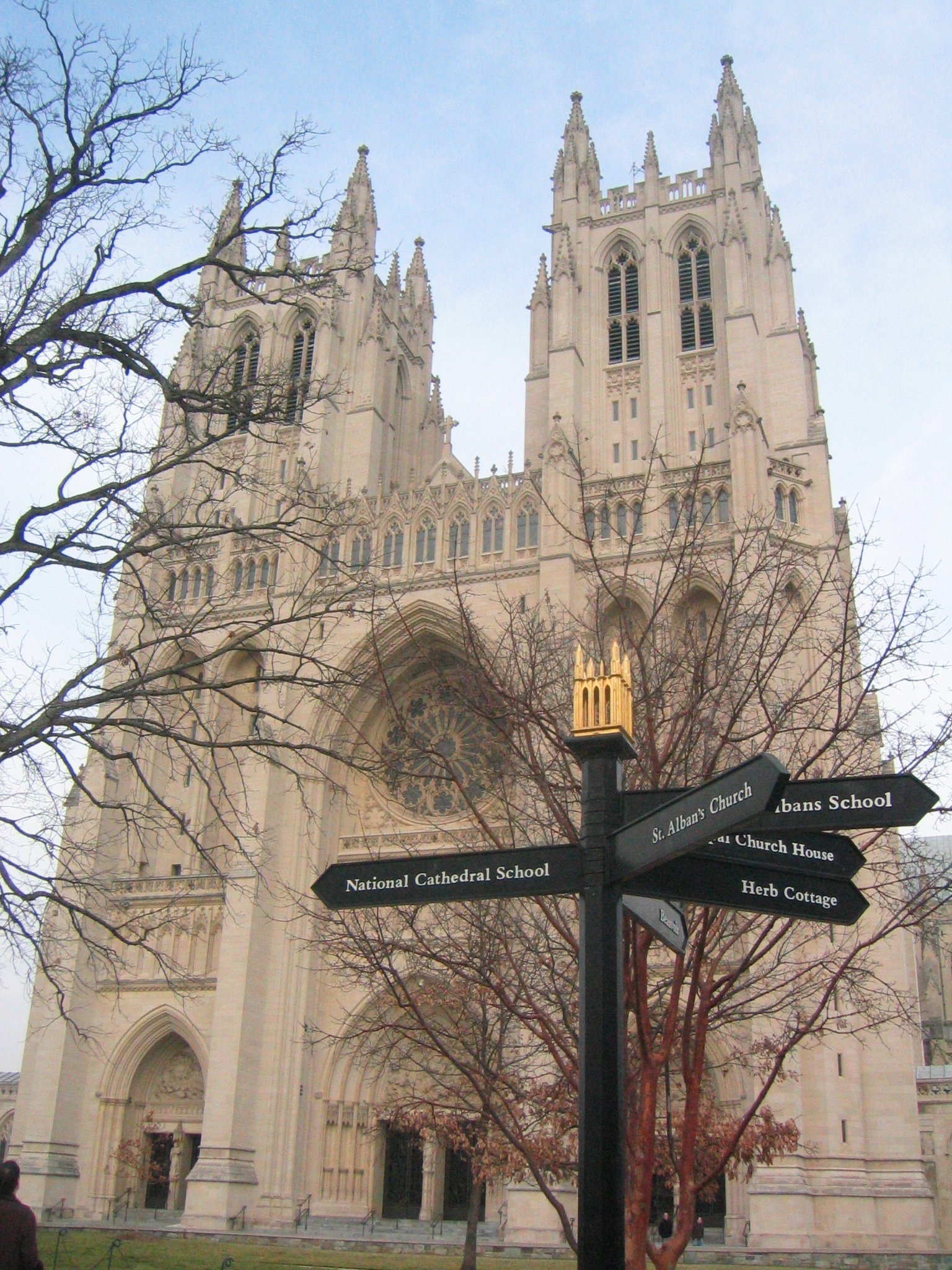
Cathédrale de Washington.

- Washington National Cathedral (épiscopalienne)
- St. Nicholas Cathedral (orthodoxe)

## Midwest

### Dakota du Nord
- Cathedral of the Holy Spirit, à Bismarck (catholique)
- Gethsemane Cathedral, à Fargo (épiscopalienne)
- St. Mary's Cathedral, à Fargo (catholique)

### Dakota du Sud
- Our Lady of Perpetual Help Cathedral, à Rapid City (catholique)
- Calvary Cathedral, à Sioux Falls (épiscopalienne)
- St. Joseph's Cathedral, à Sioux Falls (catholique)

### Illinois

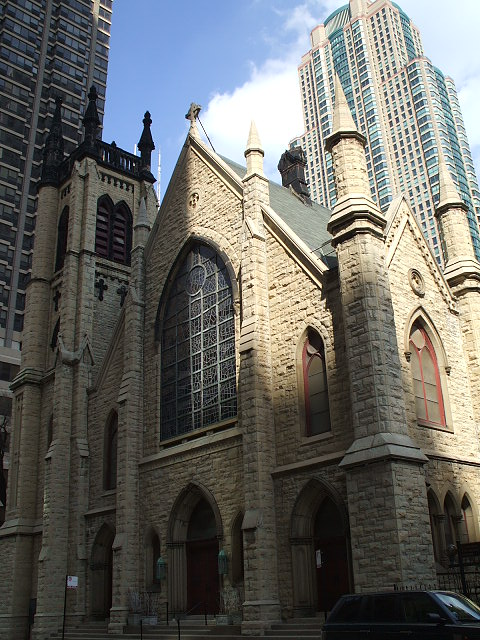
Cathédrale Saint-Jacques de Chicago.

- Cathedral of Saint Peter, à Belleville (catholique)
- St. James Cathedral, à Chicago (épiscopalienne)
- Holy Name Cathedral, à Chicago (catholique)
- Holy Trinity Cathedral, à Chicago (orthodoxe)
- Cathedral of St. Raymond Nonnatus, à Joliet (catholique)
- St. Mary's Cathedral, à Peoria (catholique)
- St. Paul's Cathedral, à Peoria (épiscopalienne)
- St. Paul's Cathedral, à Springfield (épiscopalienne)

### Indiana
- St. Benedict Cathedral, Evansville (catholique)
- Cathedral of the Immaculate Conception, à  Fort Wayne (catholique)
- Christ Church's Cathedral, à Indianapolis (épiscopalienne)
- Saints Peter and Paul Cathedral, à Indianapolis (catholique)
- Cathedral of Saint Mary of the Immaculate Conception, à Lafayette (catholique)
- St. James' Cathedral, à South Bend (épiscopalienne)

### Iowa
- Sacred Heart Cathedral, à Davenport (catholique)
- Trinity Cathedral, à Davenport (épiscopalienne)
- St. Ambrose Cathedral, à Des Moines (catholique)
- Cathedral Church of St. Paul, à Des Moines (épiscopalienne)
- St. Raphael's Cathedral, à Dubuque (catholique)
- Cathedral of the Epiphany, à Sioux City (catholique)

### Kansas
- St. Peter the Apostle Cathedral, à Kansas City (catholique)
- Christ Cathedral, à Salina (épiscopalienne)
- Cathedral of the Immaculate Conception, à Wichita (catholique)
- Grace Cathedral, à Topeka (épiscopalienne)

### Michigan
- Cathedral of the Most Blessed Sacrament, à Détroit (catholique)
- St. Paul's Cathedral, à Détroit (épiscopalienne)
- Cathedral of Saint Andrew, à Grand Rapids (catholique)
- Christ the King Cathedral, à Kalamazoo (épiscopalienne)
- Cathedral of St. Augustine, à Kalamazoo (catholique)
- St. Peter's Cathedral, à Marquette (catholique)

### Minnesota

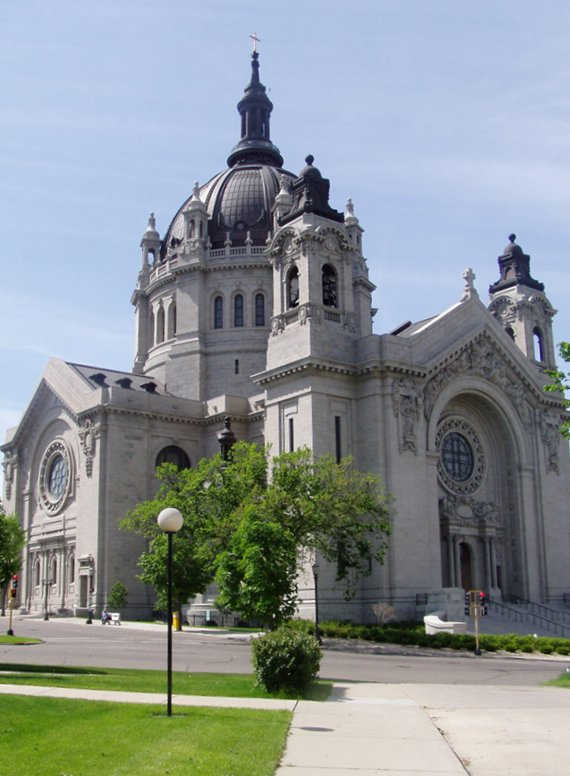
Cathédrale Saint-Paul de Saint Paul.

- Cathedral of Our Merciful Saviour, à Faribault (épiscopalienne)
- St. Mark's Cathedral, à Minneapolis (épiscopalienne)
- Cathedral of the Holy Trinity, à New Ulm (catholique)
- St. Paul's Cathedral, à Saint Paul (catholique)

### Missouri
- Cathedral of the Immaculate Conception, à Kansas City (catholique)
- Grace and Holy Trinity Cathedral, à Kansas City (épiscopalienne)
- Christ Church Cathedral, à Saint-Louis (épiscopalienne)
- St. Louis Cathedral Basilica, à Saint-Louis (catholique)

### Nebraska
- Cathedral of the Nativity of the Blessed Virgin Mary, à Grand Island (catholique)
- St. Cecilia's Cathedral, à Omaha (catholique)
- Trinity Cathedral, à Omaha (épiscopalienne)

### Ohio
- Christ Church Cathedral, à Cincinnati (épiscopalienne)
- Cathédrale Saint-Pierre-aux-Liens (en), à Cincinnati (catholique)
- Cathedral of St. John the Evangelist, à Cleveland (catholique)
- Trinity Cathedral, à Cleveland (épiscopalienne)
- St. Joseph's Cathedral, à Columbus (catholique)
- Holy Name Cathedral, à Steubenville (catholique)

### Oklahoma
- Our Lady of Perpetual Help Cathedral, à Oklahoma City (catholique)
- St. Paul's Cathedral, à Oklahoma City (épiscopalienne)
- Holy Family Cathedral, à Tulsa (catholique)

### Wisconsin
- Christ Church Cathedral, à Eau Claire (épiscopalienne)
- St. Paul's Cathedral, à Fond du Lac (épiscopalienne)
- Cathedral of Saint Joseph the Workman, à La Crosse (catholique)
- All Saints Cathedral, à Milwaukee (épiscopalienne)
- St. John the Evangelist Cathedral, à Milwaukee (catholique)

## Sud

### Alabama
- Cathedral of the Advent, à Birmingham (épiscopalienne)
- Cathedral of Saint Paul, à Birmingham (catholique)
- Cathedral Basilica of the Immaculate Conception, à Mobile (catholique)
- Cathédrale du Christ, à Mobile (épiscopalienne)

### Arkansas
- Cathedral of St. Andrew, à Little Rock (catholique)
- Trinity Cathedral, à Little Rock (épiscopalienne)

### Caroline du Nord
- All Souls Cathedral, à Asheville (épiscopalienne)
- Cathedral of St. Patrick, à Charlotte (catholique)
- Holy Name of Jesus Cathedral, à Raleigh (catholique)

### Caroline du Sud
- Saints Luke and Paul's Cathedral, à Charleston (épiscopalienne)
- Cathedral of Saint John the Baptist, à Charleston (catholique)
- Trinity Cathedral, à Columbia (épiscopalienne)

### Floride
- Cathédrale-basilique de Saint Augustine (catholique)
- St. John's Cathedral, à Jacksonville (épiscopalienne)
- St. Mary's Cathedral, à Miami (catholique)
- Trinity Cathedral, à Miami (épiscopalienne)
- St. Luke's Cathedral, à Orlando (épiscopalienne)
- St. Peter's Cathedral, à St. Petersburg (épiscopalienne)

### Géorgie
- Christ the King Cathedral, à Atlanta (catholique)
- St. Philip's Cathedral, à Atlanta (épiscopalienne)
- Cathedral of St. John the Baptist, à Savannah (catholique)

### Kentucky
- Cathedral of the Assumption, à Covington  (catholique)
- Cathedral of the Assumption, à Louisville (catholique)
- Christ Church Cathedral, à Louisville (épiscopalienne)
- Christ Church Cathedral, à Lexington (épiscopalienne)

### Louisiane

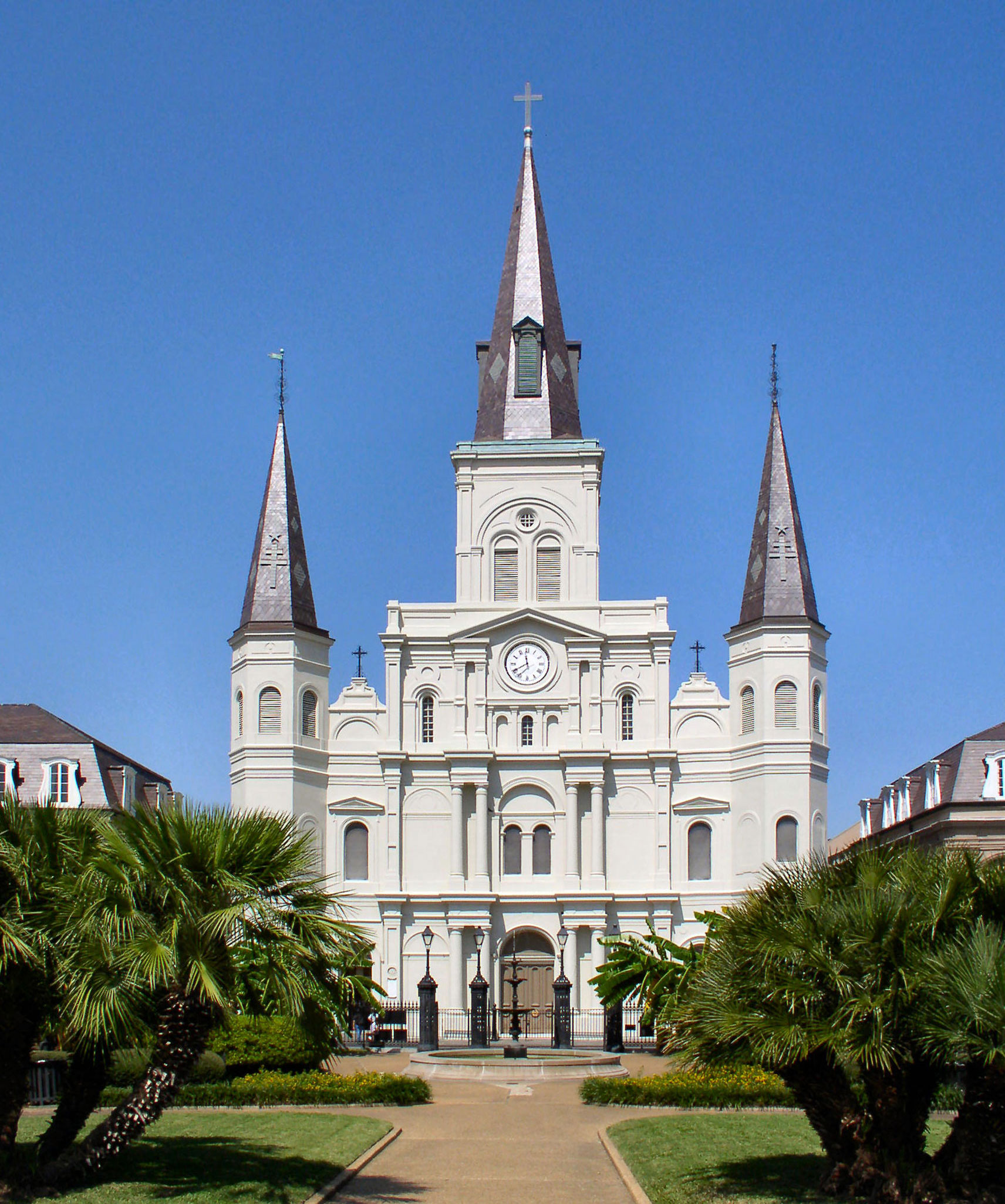
Cathédrale de La Nouvelle-Orléans.

- Christ Church Cathedral, à La Nouvelle-Orléans (épiscopalienne)
- St. Louis Cathedral, à La Nouvelle-Orléans (catholique)
- Cathedral of St. John Berchmans, à Shreveport (catholique)
- St. Mark's Cathedral, à Shreveport (épiscopalienne)

### Mississippi
- Catéhdrale de la Nativité-de-la-Bienheureuse-Vierge-Marie, à Biloxi (en) (catholique)
- St. Andrew's Cathedral, à Jackson (épiscopalienne)

### Tennessee

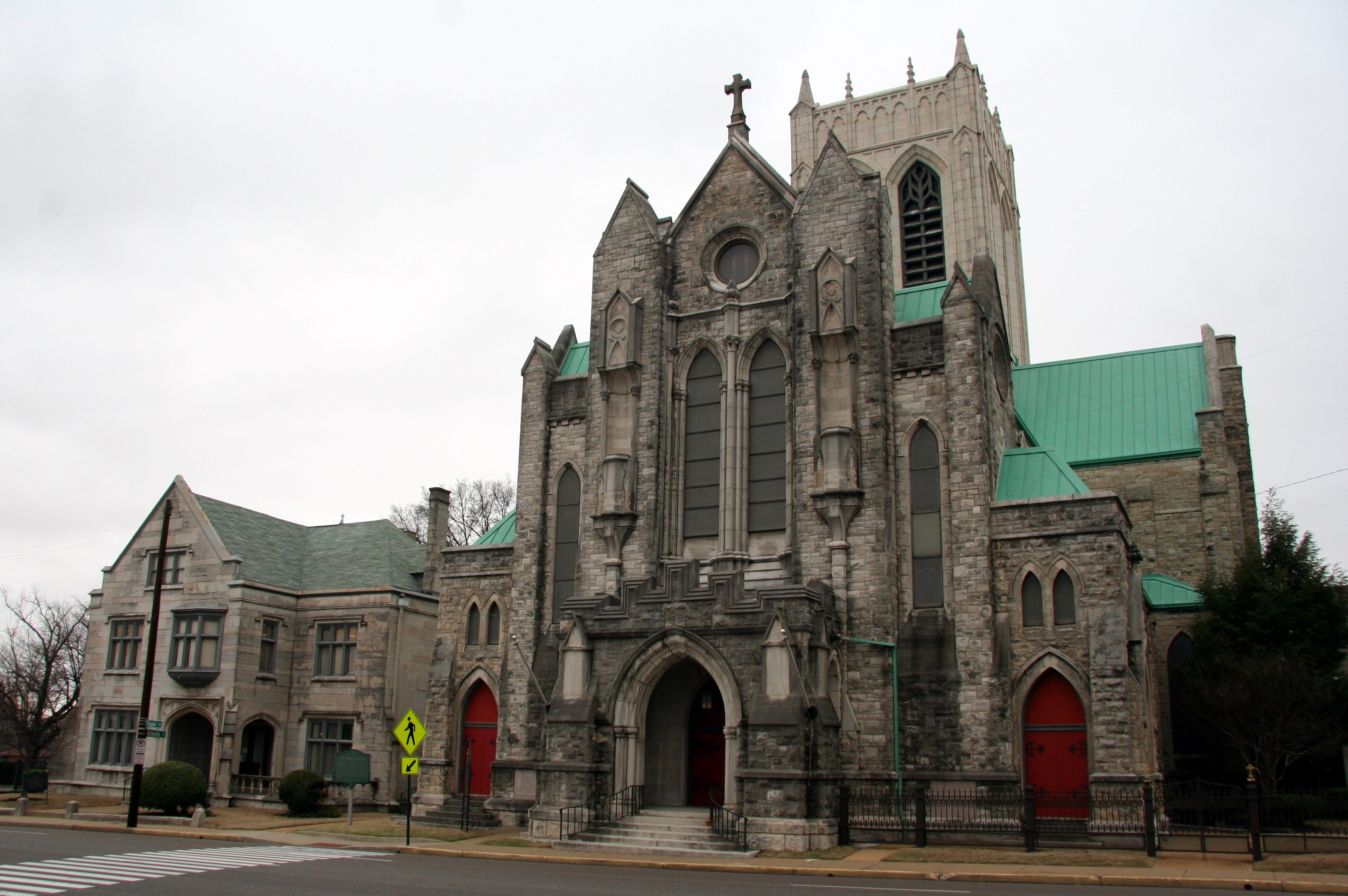
Cathédrale Sainte-Marie de Memphis.

- St. John's Cathedral, à Knoxville (épiscopalienne)
- St. Mary's Cathedral, à Memphis (épiscopalienne)

### Texas
- St. Mary's Cathedral, à Austin (catholique)
- St. Matthew's Cathedral, à Dallas (épiscopalienne)
- Cathedral of Our Lady of Guadalupe, à Dallas (catholique)
- Saint Patrick's Cathedral, El Paso (catholique)
- Cathedral of St. Patrick à Fort Worth (catholique)
- Christ Church Cathedral, à Houston (épiscopalienne)
- Co-Cathédrale du Sacré-Cœur de Houston, à Houston (catholique)
- Chapel de St. John's Cathedral, à San Antonio (épiscopalienne)
- San Fernando's Cathedral, à San Antonio (catholique)

### Virginie
- Shrine of the Transfiguration Cathedral, à Orkney Springs (épiscopalienne)

## Ouest

### Alaska
- Holy Family Cathedral, à Anchorage (catholique)
- Sacred Heart Cathedral, à Fairbanks (catholique)

### Arizona
- Saints Simon and Jude Cathedral, à Phœnix (catholique)
- Trinity Cathedral, à Phœnix (épiscopalienne)
- Cathédrale Saint-Augustin, à Tucson (catholique)

### Californie

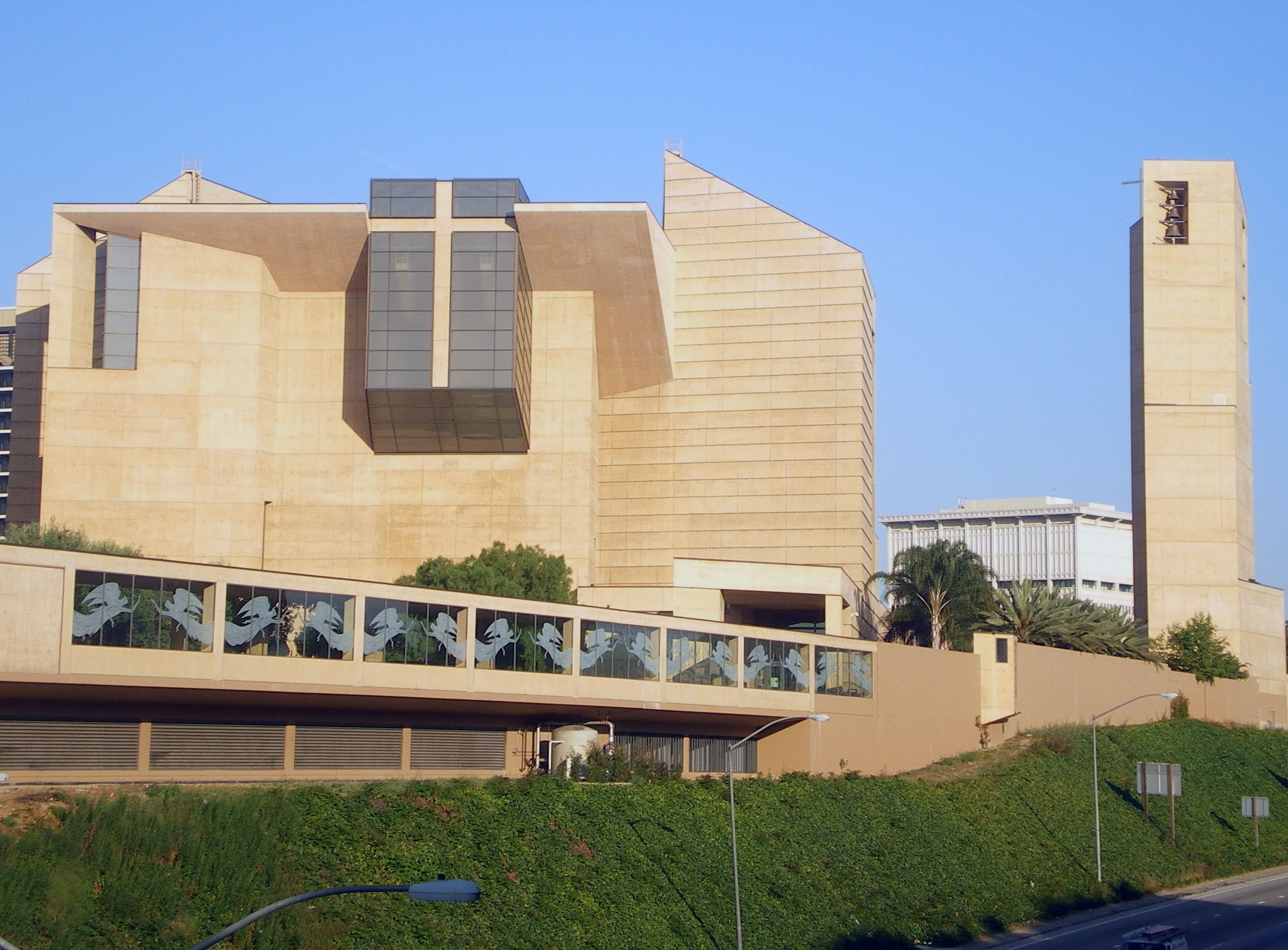
Cathédrale de Los Angeles.

- St. James' Cathedral, à Fresno (épiscopalienne)
- St. John's Cathedral, à Fresno (en) (catholique)
- Crystal Cathedral, à Garden Grove (catholique)
- Cathédrale Saint-Paul de Los Angeles, à Los Angeles (épiscopalienne)
- Cathédrale Notre-Dame-des-Anges, à Los Angeles (catholique)
- Saint Sophia Cathedral, à Los Angeles (orthodoxie)
- West Angeles Cathedral, à Los Angeles (pentecôtiste)
- San Carlos Borromeo Cathedral, à Monterey  (catholique)

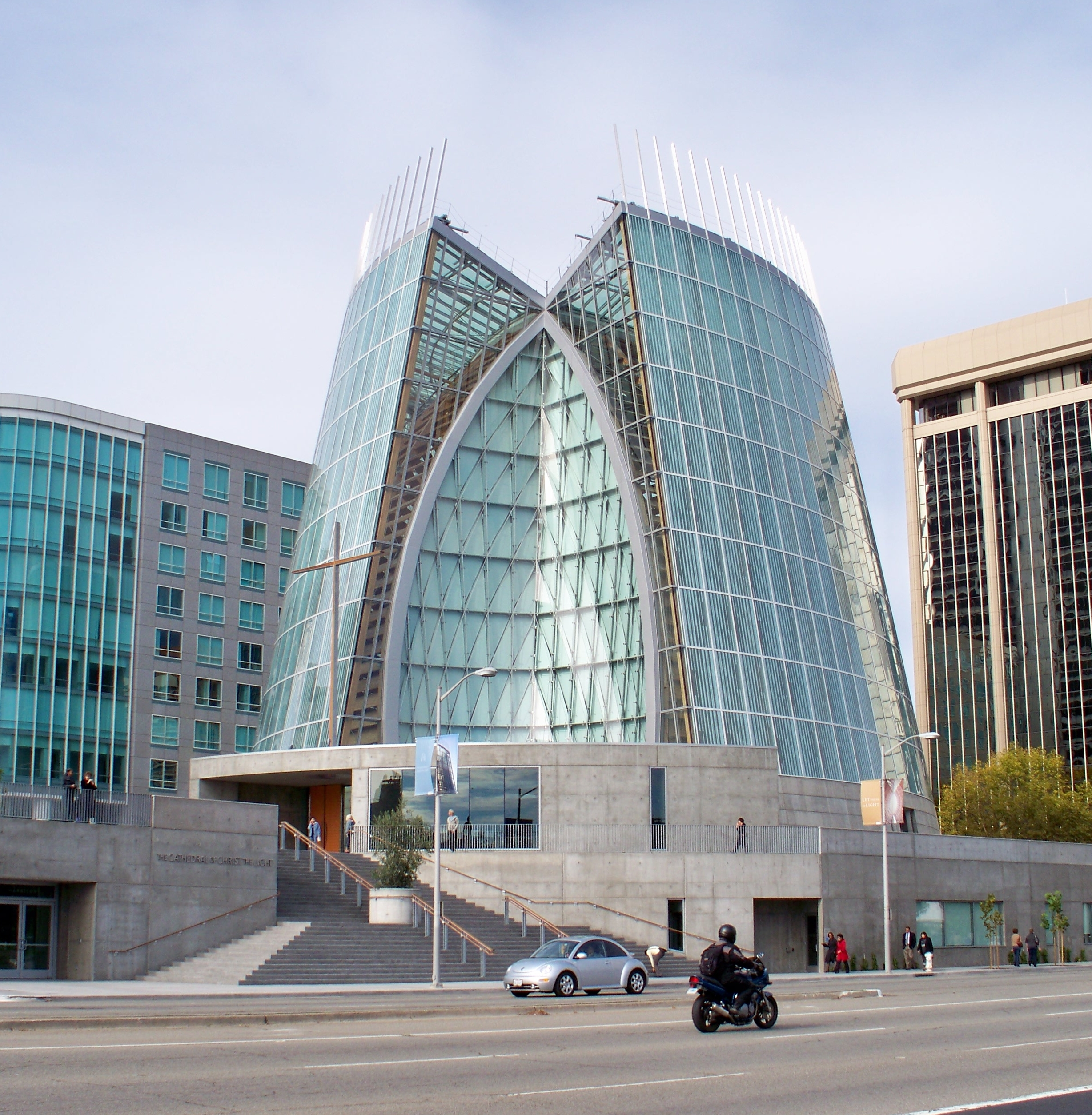
Cathédrale du Christ-Lumière d'Oakland (Californie).

- Cathedral of Christ the Light, à Oakland (catholique)
- Holy Family Cathedral, à Orange (catholique)
- Blessed Sacrament's Cathedral, à Sacramento (catholique)
- Trinity Cathedral, à Sacramento (épiscopalienne)
- Our Lady de the Holy Rosary Cathedral, à San Bernardino (catholique)
- St. Joseph's Cathedral, à San Diego (catholique)
- St. Paul's Cathedral, à San Diego (épiscopalienne)

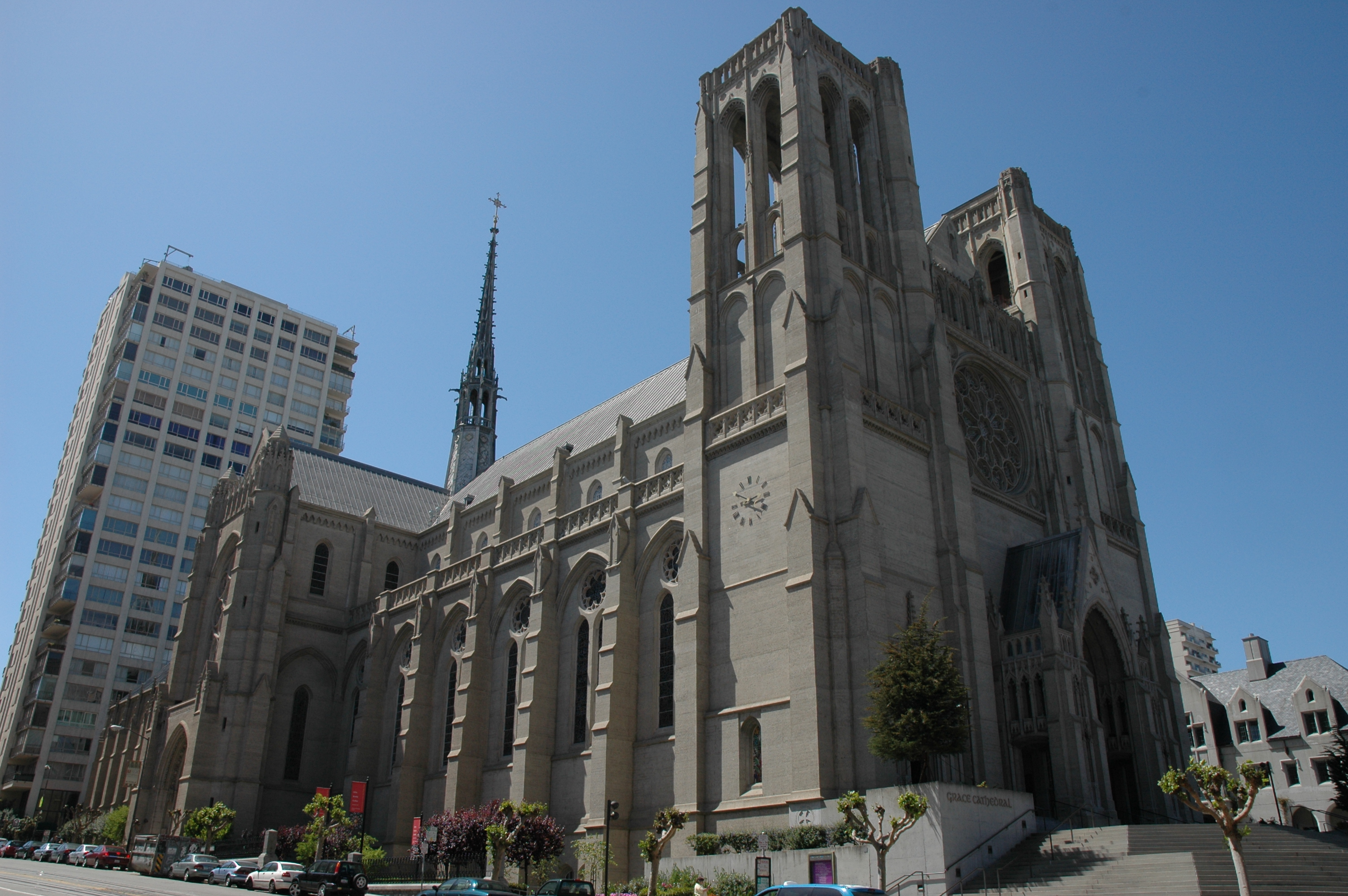
Grace Cathedral de San Francisco.

- St. Mary of the Assumption Cathedral, à San Francisco (catholique)
- Grace Cathedral, à San Francisco (épiscopalienne)
- Holy Virgin Cathedral à San Francisco (orthodoxe)
- Cathedral Basilica of St. Joseph, à San José (catholique)
- Trinity Cathedral, à San José (épiscopalienne)
- St. Eugene's Cathedral, à Santa Rosa (catholique)
- Annunciation Cathedral, à Stockton (catholique)

### Colorado
- St. John at the Wilderness's Cathedral, à Denver (épiscopalienne)
- Cathedral Basilica of the Immaculate Conception, à Denver (catholique)

### Hawaï
- Our Lady of Peace Cathedral, à Honolulu (catholique)
- St. Andrew's Cathedral, à Honolulu (épiscopalienne)

### Idaho
- St. Michael's Cathedral, à Boise (épiscopalienne)

### Montana
- Cathedral of Saint Helena, Helena, Montana (catholique)

### Nevada
- Cathédrale de l'Ange-Gardien (en), à Las Vegas (catholique)
- Cathédrale Saint-Thomas-d'Aquin (en), à Reno (en) (catholique)

### Nouveau-Mexique
- St. John's Cathedral, à Albuquerque (épiscopalienne)
- Cathedral of the Immaculate Heart of Mary, Las Cruces (catholicisme)
- San Francisco de Asis Cathedral, à Santa Fé (catholique)
- Cathédrale du Cœur-Immaculé-de-Marie, à Las Cruces (catholique)

### Oregon
- Trinity Cathedral, à Portland (épiscopalienne)

### Utah
- Cathédrale Sainte-Madeleine, à Salt Lake City (catholique)
- St. Mark's Cathedral, à Salt Lake City (épiscopalienne)
- Holy Trinity Cathedral, à Salt Lake City (orthodoxe)

### Washington
- St. James Cathedral, à Seattle (catholique)
- St. Mark's Cathedral, à Seattle (épiscopalienne)
- St. John's Cathedral, à Spokane (épiscopalienne)

### Wyoming
- St. Matthew's Cathedral, à Laramie (épiscopalienne)

## Territoires d'Outre-mer

### Guam
- Cathédrale du Doux-Nom-de-Marie à Hagåtña

### Saomoa américaines
- Cathédrale de la Sainte-Famille de Tafuna
- Co-cathédrale Saint-Joseph-Ouvrier de Fagatogo

### Îles Vierges des États-Unis

#### Catholique
- Cathédrale Saints-Pierre-et-Paul à Charlotte-Amélie

#### Anglican
- Cathédrale de Tous-les-Saints à Charlotte-Amélie

### Îles Mariannes du Nord
- Cathédrale Notre-Dame-du-Mont-Carmel de Chalan Kanoa

### Porto Rico

#### Catholique
- Cathédrale Saint-Philippe-Apôtre d'Arecibo
- Cathédrale du Doux-Nom-de-Jésus de Caguas
- Cathédrale Saint-Jean-Apôtre de Fajardo
- Co-cathédrale du Doux-Nom-de-Jésus de Humacao
- Cathédrale Notre-Dame-de-Candelaria de Mayagüez
- Cathédrale Notre-Dame-de-Guadalupe de Ponce
- Basilique-cathédrale métropolitaine Saint-Jean-Baptiste de San Juan

#### Anglican
- Cathédrale Saint-Jean-Baptiste de San Juan (Porto Rico)